# Pyrenula concastroma
Pyrenula concastroma är en lavart som beskrevs av R. C. Harris. Pyrenula concastroma ingår i släktet Pyrenula och familjen Pyrenulaceae.   Inga underarter finns listade i Catalogue of Life.